# Mateo Arias
Mateo Arias (Atlanta, 31 de octubre de 1995) también conocido como Téo estilizado como ¿Téo?, es un actor estadounidense de origen colombiano. Interpretó a Jerry Martínez en la serie Kickin' It.
Es el hermano del también actor Moisés Arias.

## Vida personal
Nació en la ciudad de Atlanta. Es hijo de padres colombianos y es el hermano menor del actor Moisés Arias.

## Filmografía
| Año  | Título               | Personaje        | Notas                             |
| ---- | -------------------- | ---------------- | --------------------------------- |
| 2005 | Yours, Mine and Ours | Bully Kid        | Personaje secundario, película    |
| 2012 | Brothers In Arms     | Matthew          | Personaje principal, cortometraje |
| 2015 | Good Kids            | The Lion         | Personaje principal, película     |
| 2016 | First Girl I Loved   | Clifton Martinez |                                   |
| 2018 | The Samuel Project   | Kasim            |                                   |
| 2020 | Blast Beat           | Carly            |                                   |

| Año       | Título         | Personaje      | Notas                                                     |
| --------- | -------------- | -------------- | --------------------------------------------------------- |
| 2007      | Drake y Josh   | Reggie         | Estrella invitada; 1 episodio; serie de TV Nickelodeon    |
| 2007      | Hannah Montana | Amigo de Rico  | Estrella invitada; 1 episodio; serie de TV Disney Channel |
| 2009      | Cold Case      | Gabriel Ariza  | Estrella invitada; 2 episodio, serie de TV                |
| 2011–2015 | Kickin' It     | Jerry Martínez | Personaje principal; serie de TV de Disney XD             |